# Mamadou Alimou Diallo

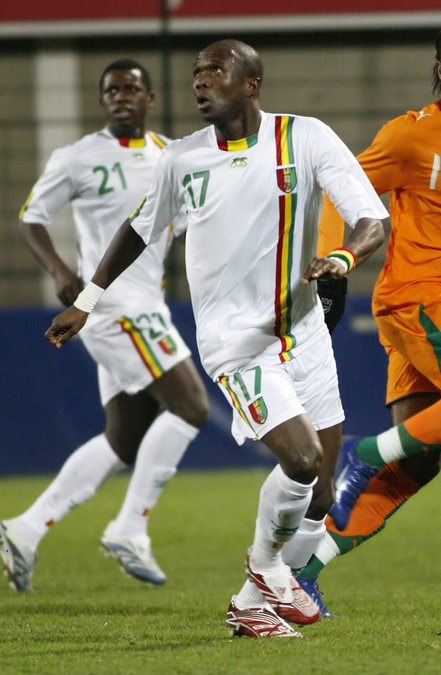
Mamadou Alimou Diallo tijdens de wedstrijd tegen Ivoorkust (2007)

Mamadou Alimou Diallo (Conakry, 2 december 1984) is een Guineese voetballer. Hij speelt als verdediger, en is sinds 2007  actief bij Sivasspor.
Diallo werd opgeleid bij Satellite FC, een satellietclub van KSC Lokeren, zo maakte hij in 2003 voor het eerst zijn opwachting in de Jupiler League voor KSC Lokeren.
Diallo kwam al 10 keer uit voor de nationale ploeg van Guinea.

## Carrière
- 2003-2007 : KSC Lokeren
- 2007-heden : Sivasspor